# Freestylers
The Freestylers — британская электронная группа, в основном играющая в стиле брейкбит.

## Карьера
Freestylers появились в 1996 году, когда DJ-и продюсеры танцевальной музыки Мэтт Кантор, Эштон Харви и Эндрю Галеа объединили усилия. Все трое были погружены в британскую танцевальную сцену с 1980-х годов.
Первый сингл "Drop The Bomb (AK-48)" был выпущен на их собственном Scratch City Records в 1996 году и стал танцпольным хитом в Великобритании и Майами. В 1996 году был выпущен Freestyle EP на лейбле Freskanova, который раньше выпускал сольные работы участников группы.Галеа покинул Freestylers вскоре после выпуска этой записи, и Кантор с Харви сформировали группу из 11 человек. Она состояла из 2 продюсеров (Кантор и Харви), a также скретч-диджея  Джэйсона Танбриджа (Mad Doctor X), гитариста (Тони Айоту), барабанщика (Клайв Дженнер), бас-гитариста (Джо Хэнсона), двух MC (MC Navigator и Tenor Fly) и трёх брейкдансеров (Коза, Марат, Тим).
Группа выпустила свой первый альбом We Rock Hard в 1998 году. Сингл "B-Boy Stance" стал хитом в Великобритании, а в 1999 году в США стал успешным их сингл "Don't Stop", достигнувший Top-40 танцевального чарта Billboard. Видео "Here We Go" в то же время стало популярным на MTV. Альбом хорошо продавался в США, проданный тираж составил 150 000 копий, и пластинка достигла Top-30 чарта Billboard Heatseeker.
Freestylers выпустили альбом миксов - Electro Science в 2000 году. Их второй альбом Pressure Point, был выпущен в 2001 году. Трек "Get Down Massive" при участии Navigator достиг 20 места в Billboard dance charts в 2002 году.
В течение 2002 и 2003 годов группа начала выпускать синглы под именем  Raw As F**k, которое использовалось для названия их третьего альбома, выпущенного в 2004 году. Ему предшествовал сингл "Push Up", который достиг Top-30 в Великобритании и 3-й позиции в Австралии. Другой сингл - "Get A Life" был переиздан и достиг 20 позиции в Австралии.
Группа использовала альтернативное название Raw As F**k в 2002 и 2003 годах, прежде всего для своих виниловых релизов. Она продолжила использовать псевдоним в 2004 году, только на сей раз для того, чтобы назвать свой альбом.
В 2006 году группа выпустила свой четвёртый альбом Adventures in Freestyle.

## Участники группы

### Нынешние
- Мэтт Кантор
- Эстон Харви
- MC SirReal
- РикБуджен (гитара)
- Дэйв Буджен (бас)
- Клайв Дженнер (барабанщик)

### Бывшие
- Эндрю Галеа (продюсер)
- MC Navigator (вокал)
- Тенор Флай (вокал) †
- Mad Doctor X (скретч, диджей)
- Тони Айоту (гитара)
- Джо Хэнсон (бас-гитара)
- Коза (брейкдансер)
- Марат Хайроулин (брейкдансер)
- Тим (брейкдансер)

## Дискография

### Альбомы
- We Rock Hard (1998) #33 UK
- Pressure Point (2001) - #34 Australia
- Raw as Fuck (2004) - #66 Australia
- Adventures in Freestyle (2006)
- The Coming Storm (2013)

### DJ миксы/компиляции
- A Different Story Vol. 1 (2007)
- FabricLive.19 (2004)
- Electro Science (2000)
- Rough Technique Vol. 1 (1998)
- FSUK2 (1998)

### Синглы
- "Dynamite Love" (2007)
- "Electrified" (2007)
- "In Love With You" (2006) #40 Australia
- "Painkiller" (featuring Pendulum & Sirreal) (2006)
- "Boom Blast" (featuring Million Dan) (2005) #75 UK
- "Fasten Your Seatbelts" (with Pendulum) (2005)
- "Get A Life" (2004) #66 UK, #15 Australia
- "Push Up" (featuring Theo) (2004) #22 UK, #2 Australia, #1 Belgium
- "Told You So" (2002) #100 Australia
- "Here We Go" (1999) #45 UK
- "B-Boy Stance" (featuring Tenor Fly) (26 January 1998) #23 UK
- "Ruffneck" (featuring MC Navigator) (1998) #23 UK
- "Warning" (featuring MC Navigator) (1998) #68 UK
- "Adventures in Freestyle EP" (1997)
- "Uprock EP" (16 June 1997)
- "Freestyle EP" (1996)
- "Now Is The Time"
- "Get Down Massive"